# Paul Abadie
Paul Abadie (10. prosinca 1812. – 2. kolovoza 1884.), francuski arhitekt. 
Bio je historicist. Gradio je crkve u romaničko-bizantskom stilu (Sacré-Cœur u Parizu), restaurirao katedralu u Périgueuxu i Notre-Dame u Parizu.
Abadie je 1845. je dobio zaposlenje za restauraciju katedrale Notre-Dame u Parizu, a radove su vodili arhitekti Lassus i Viollet-le-Duc. 1871. postaje član komisije za njegu povijesnih spomenika a 1875. postaje član Francuskog instituta. 
Izgradnju bazilike Cacré-Coer započinje 1876. a poslije njegove smrti dovršio ju je arhitekt Rauline.
Među ostala najpoznatija Abadieva djela spadaju: Saint-Ferdinand u Bordeauxu, Hôtel de ville u Angoulêmeu, ali i nekoliko crkava. 